# Liu Chunhong
Liu Chunhong 刘春红 (jiaxiang: Shandong, Yantai) is een vrouwelijke Chinese gewichtheffer. Ze haalde goud op de Olympische Zomerspelen 2004 en Olympische Zomerspelen 2008 in de klasse gewichtheffen tot 69 kilogram.
In 2003 brak ze op de WK gewichtheffen tien wereldrecords en wereldjuniorrecords.
In 2017 werd bekend dat ze haar medaille van de Spelen van 2008 moest inleveren wegens een positieve dopingtest.